# دارت (ماهواره)

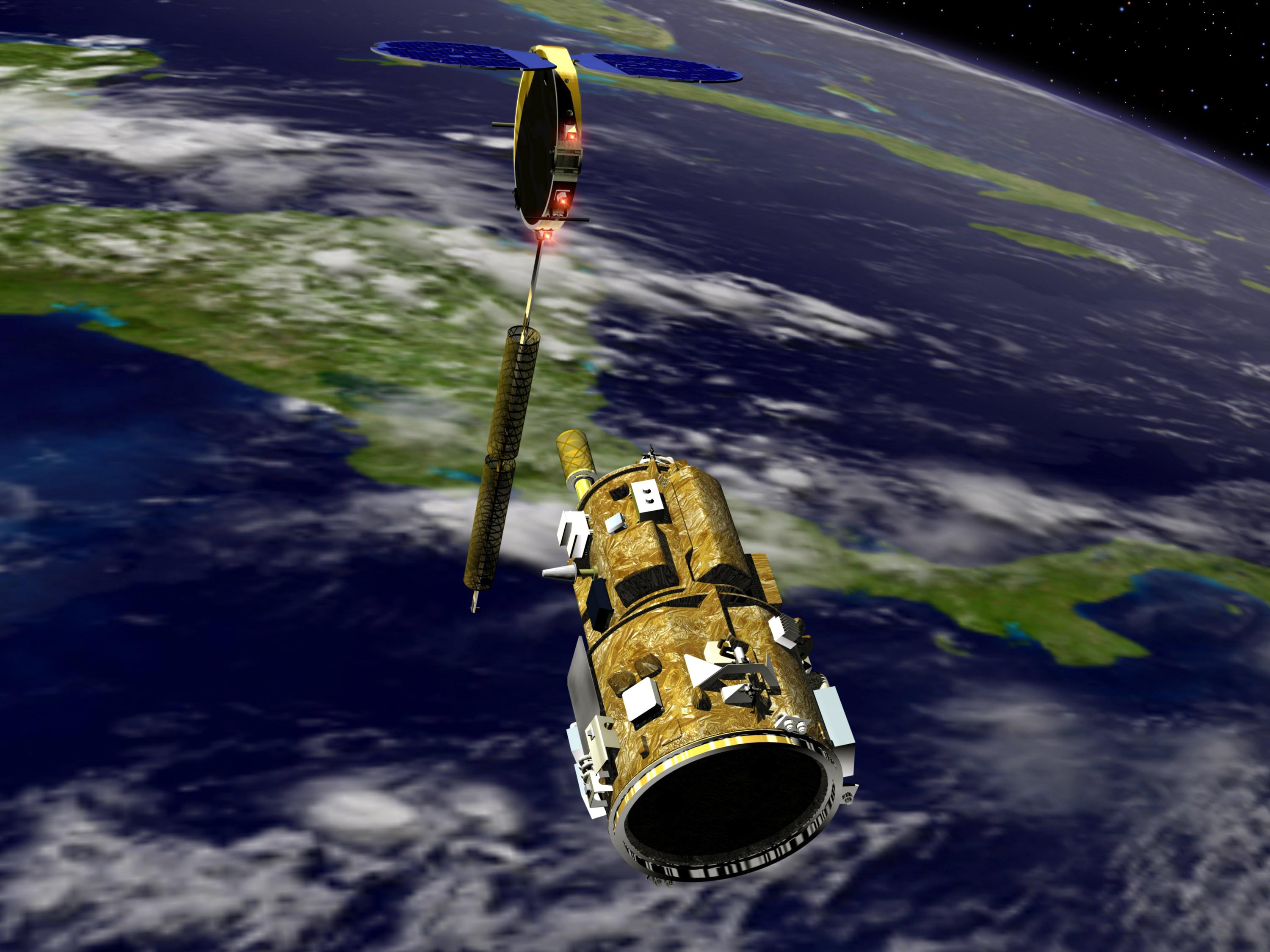
تصویری هنری از فضاپیمای دارت ناسا (پایین) در حال نزدیک شدن به MUBLCOM (بالا) در حالی که بر فراز اقیانوس آرام شرقی، نزدیک آمریکای مرکزی در مدار قرار دارد

فضاپیمای دارت (انگلیسی: DART) یا آزمایش فناوری ملاقات خودکار (Demonstration for Autonomous Rendezvous Technology)، یک فضاپیمای ناسا بود که با هدف توسعه و نمایش توانایی ناوبری و ملاقات خودکار طراحی شد. در زمان مأموریت دارت، تنها روسکوسموس و آژانس کاوش‌های هوافضای ژاپن دارای فناوری ناوبری خودکار فضاپیما بودند. شرکت اوربیتال ساینسز کورپوریشن (OSC) پیمانکار اصلی ساخت، پرتاب و عملیات فضاپیمای دارت بود و هزینه این پروژه ۱۱۰ میلیون دلار آمریکا (۲۰۰۵) برآورد شد. قرارداد این پروژه در ژوئن ۲۰۰۱ اعطا شد و فضاپیما در ۱۵ آوریل ۲۰۰۵ به فضا پرتاب شد. این مأموریت به‌طور پیش از موعد و پس از یک برخورد غیرمنتظره با سرعت کم به فضاپیمای هدف پایان یافت، درحالی‌که کمتر از نیمی از اهداف اصلی ملاقات خودکار آن تکمیل شده بود.

## مأموریت

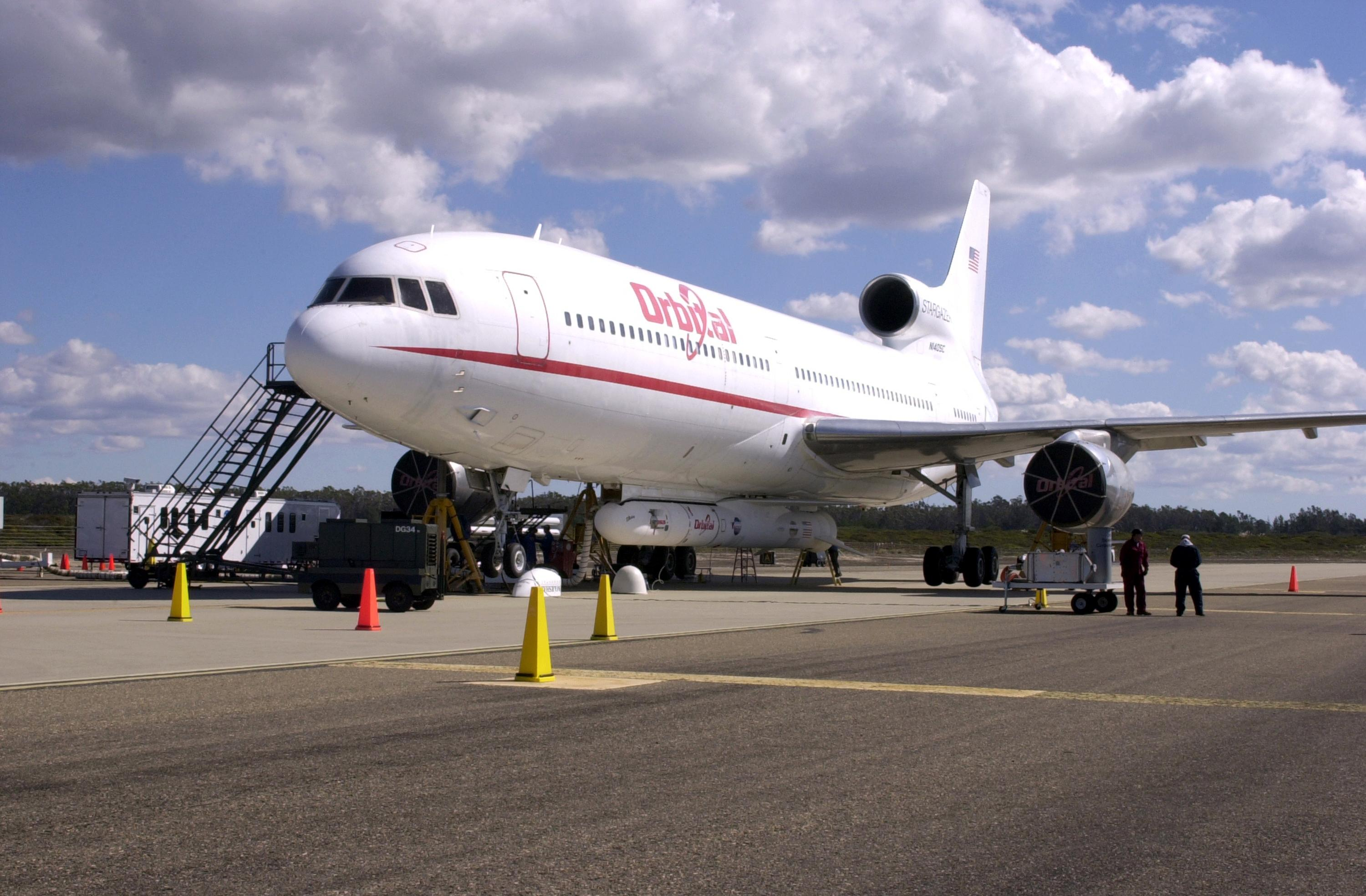
فضاپیمای دارت و موشک حامل پگاسوس متصل به زیر هواپیمای L-1011 اوربیتال

دارت با استفاده از یک پگاسوس به مدار قطبی با ارتفاع ۷۶۰ در ۷۷۰ کیلومتر (۴۷۰ در ۴۸۰ مایل) پرتاب شد و شناسه بین‌المللی ماهواره آن 2005-014A بود. این فضاپیما دارای ابعاد ۲ در ۱ متر (۶ فوت ۷ اینچ در ۳ فوت ۳ اینچ) و جرم ۳۶۰ کیلوگرم (۷۹۰ پوند) بود. سیستم پیشران آن شامل ۱۶ موتور رانشگر سوخت نیتروژن، سه رانشگر سوخت هیدرازین و یک سیستم کنترل واکنش با شش رانشگر نیتروژنی از مرحله چهارم موشک پگاسوس بود که بخش جدایی‌ناپذیری از فضاپیما را تشکیل می‌داد. فضاپیمای هدف، یک ماهواره نمونه اولیه مخابراتی OSC به نام MUBLCOM (مخفف Multiple-Path Beyond-Line-of-Sight Communications) بود که دارای جرم تقریبی ۴۹ کیلوگرم (۱۰۸ پوند) بوده و در ۱۸ مه ۱۹۹۹ از پایگاه نیروی هوایی وندنبرگ پرتاب شده بود و دارای شناسه بین‌المللی 1999-026B بود.
پس از پرتاب، دارت با موفقیت وارد مدار شد و در عرض چند ساعت به ملاقات ماهواره هدف رفت. سیستم‌های خودکار دارت موفق به شناسایی هدف شده و به‌طور خودکار به آن نزدیک شدند. اما در حین عملیات نزدیکی، نقص‌های متعددی در سامانه ناوبری، مدیریت سوخت و برنامه‌ریزی جلوگیری از برخورد رخ داد که منجر به برخورد ملایم با فضاپیمای هدف و از کار افتادن پیش از موعد فضاپیمای دارت شد.
دارت فاقد توانایی هدایت تعاملی از زمین یا بارگذاری مجدد برنامه‌های جدید پس از پرتاب بود، بنابراین تمامی عملیات مداری آن بر اساس معیارهای از پیش برنامه‌ریزی‌شده و توسط خود دارت انجام می‌شد.

### اهداف

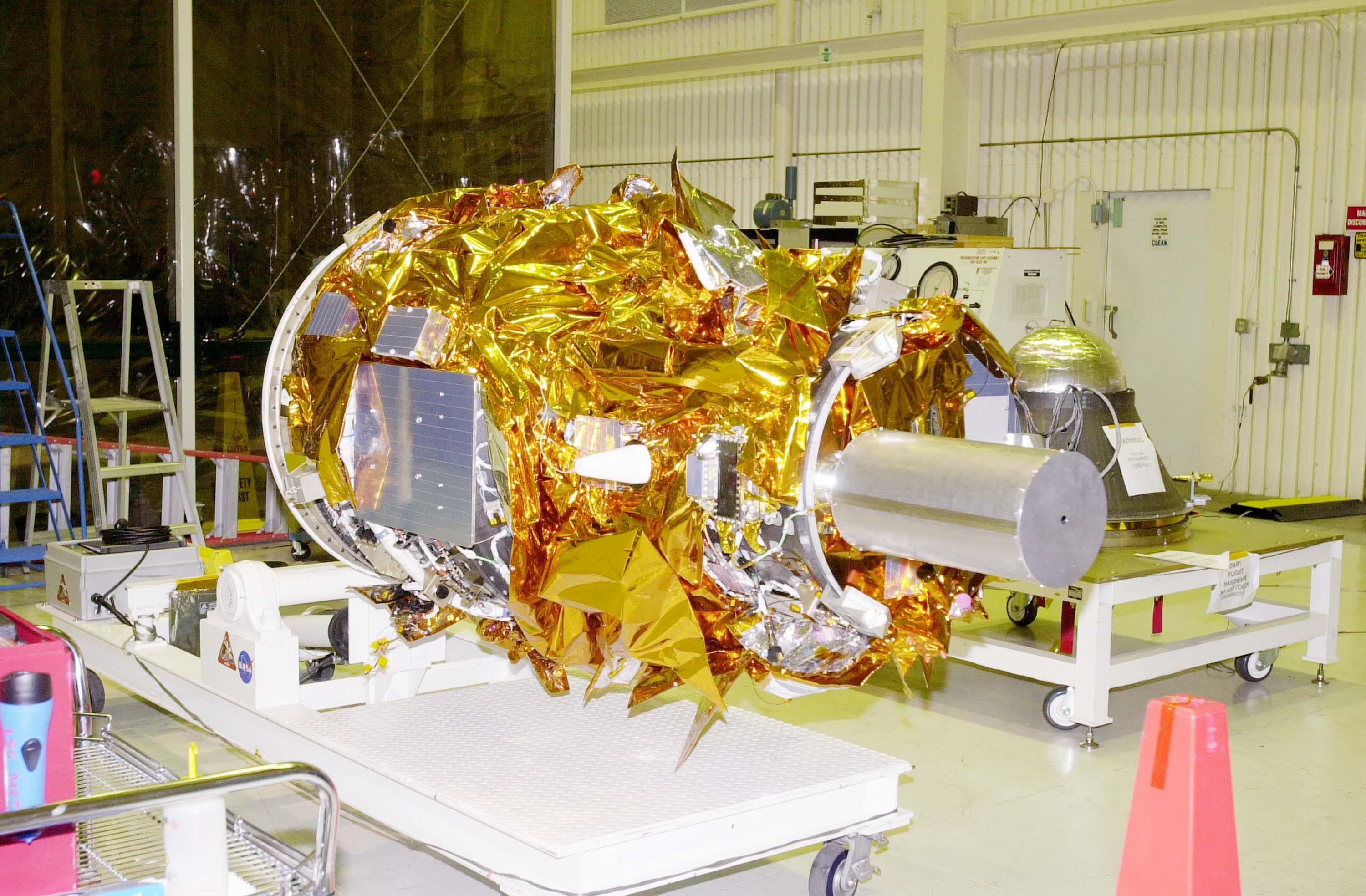
دارت در پایگاه نیروی هوایی وندنبرگ

#### مانورهای خودکار انتقال مداری
فضاپیما به‌طور خودکار از طریق مجموعه‌ای از مانور مداری جهت رسیدن به ماهواره هدف ناوبری می‌کرد. هیچ اطلاعات ناوبری‌ای پس از پرتاب به فضاپیما ارسال نشد؛ این فضاپیما به‌طور خودکار و با استفاده از سامانه موقعیت‌یاب جهانی مسیر خود را تعیین می‌کرد.

#### عملیات نزدیکی با AVGS
پس از رسیدن فضاپیما به ماهواره هدف، قرار بود مجموعه‌ای از مانورهای نزدیکی انجام شود. این مانورها برای نمایش قابلیت‌های حسگر پیشرفته راهنمایی ویدیویی (AVGS)| برنامه‌ریزی شده بودند. قرار بود فرایندهای حفظ موقعیت، نزدیک شدن به محور اتصال، گردش مداری و مانور جلوگیری از برخورد انجام شوند. سپس دارت از منطقه هدف دور شده و به مدار نهایی خود منتقل می‌شد. تمامی این عملیات تحت کنترل خودکار انجام می‌شد.

#### نمایش‌های اضافی
- تأیید نتایج آزمایش‌های زمینی مربوط به AVGS و الگوریتم‌های عملیات نزدیکی
- فراهم کردن قابلیت‌های سخت‌افزاری برای مأموریت‌های آینده از طریق تأیید عملکرد AVGS در محیط فضایی

## هیئت بررسی حادثه
ناسا یک هیئت بررسی حادثه را برای تعیین علت نقص فنی فضاپیمای دارت تشکیل داد. گزارش‌های اولیه نشان داد که فضاپیما قبل از تکمیل مأموریت، سوخت خود را از دست داده است. در ۱۴ آوریل ۲۰۰۶، ناسا اعلام کرد که گزارش تحقیقات را منتشر نخواهد کرد، زیرا این گزارش شامل جزئیاتی است که تحت مقررات مقررات بین‌المللی ترافیک تسلیحات (ITAR)| محافظت می‌شود.
در ۱۵ مه ۲۰۰۶، ناسا خلاصه‌ای عمومی از گزارش هیئت بررسی حادثه دارت را منتشر کرد. ناسا اعلام کرد که یک نقص بحرانی در سیستم ناوبری زمانی رخ داد که فضاپیماهای دارت و MUBLCOM در فاصله‌ای حدود ۲۰۰ متری از یکدیگر قرار داشتند، که این امر موجب عدم فعال‌سازی کامل AVGS و نزدیک شدن دارت به MUBLCOM بدون داشتن اطلاعات دقیق فاصله‌یابی شد. در ادامه، نقص در سیستم جلوگیری از برخورد، که بر اطلاعات نادرست موقعیت و سرعت متکی بود، منجر به برخورد دارت با MUBLCOM با سرعت نسبی حدود ۱٫۵ متر بر ثانیه شد. هر دو فضاپیما از این برخورد بدون آسیب ظاهری جان سالم به در بردند.
در طول عملیات خودکار نزدیکی، دارت سوخت محدود خود را سریع‌تر از حد انتظار مصرف کرد که باعث «پایان زودهنگام مأموریت» تنها ۳ دقیقه و ۴۹ ثانیه پس از برخورد شد. سپس دارت برنامه بازنشستگی خود را فعال کرده، از منطقه MUBLCOM خارج شد و برای بازگشت به جو آماده شد. پس از برخورد، MUBLCOM «با یک بازنشانی خودکار، وضعیت عملیاتی خود را بازیابی کرد».
هیئت بررسی حادثه دارت تعیین کرد که تنها ۱۱ مورد از ۲۷ هدف مأموریت، به‌طور کامل یا جزئی، محقق شده‌اند، که همگی مربوط به مراحل پرتاب، مدار اولیه، ملاقات، خروج و بازنشستگی بودند. هیچ‌یک از ۱۴ هدف مرتبط با مرحله عملیات نزدیکی محقق نشدند.

## ورود به جو
فضاپیمای دارت در تاریخ ۷ مه ۲۰۱۶، حدود ساعت ۰۸:۳۲ ساعت هماهنگ جهانی، در اتمسفر زمین بر فراز اقیانوس آرام وارد جو شد.